# Stewart Bernard
Stewart Bernard (* 15. Juni 1965 in Bandung, Indonesien) ist ein niederländischer Volleyballtrainer.

## Karriere
Stewart Bernard war von 1986 bis 1997 Nationaltrainer der Jugend- und Juniorenmannschaften in seinem Heimatland Niederlande und seit 1995 auch Trainer in der niederländischen 1. Liga. Von 1998 bis 2000 trainierte er die tunesische Männer-Nationalmannschaft. Von 2006 bis 2008 war er Co-Trainer der deutschen Männer-Nationalmannschaft. Stewart Bernard trainierte von 2003 bis 2011 die Jugendnationalmannschaft Deutschlands.
Nach dem schwachen Abschneiden der deutschen Mannschaft bei der Volleyball-EM 2011 (15. Platz) entschied die DVV-Führung kurz vor dem Vorqualifikationsturnier für die Olympischen Spiele 2012 in Tourcoing, sich von Bundestrainer Raúl Lozano zu trennen und das Team vorläufig durch Stewart Bernard, Co-Trainer Ralph Bergmann und den verletzten Nationalspieler Stefan Hübner betreuen zu lassen.
Von 2012 bis 2014 war Stewart Bernard Trainer der tschechischen Nationalmannschaft.
Stewart Bernards Trainerstationen im Einzelnen:
1986–1997: Jugend- und Junioren-Nationaltrainer Niederlande

1995–1997: Trainer 1. Liga Niederlande

1998–2000: Trainer Männer-Nationalmannschaft Tunesien

2001–2003: Co-Trainer Männer-Nationalmannschaft Niederlande und Trainer 1. Liga SSS Barneveld

2003–2012: Jugend-Nationaltrainer Deutschland/Trainer Volleyball-Internat Frankfurt

2006–2008: Co-Trainer deutsche Männer-Nationalmannschaft

2011–2011: Trainer Männer-Nationalmannschaft Deutschland/Junioren-Nationaltrainer Deutschland

2012–2014: Trainer tschechische Männer-Nationalmannschaft

2014–2015: Argex Duvel Puurs

2016–2017: CS Unirea Dej

## Größte Erfolge als Trainer
- 4. Platz Jugend-EM 1996

- 2. Platz Arabische Meisterschaften 1998

- Afrika- und Arabienmeister 1999

- 7. Platz Weltliga-Finalrunde 2001

- 1. Platz Acht-Nationen-Turnier 2006, 2007

- 9. Platz Männer-WM 2006

- 5. Platz Jugend-EM 2007

- 5. Platz Männer-EM 2007

- 9. Platz Olympische Spiele 2008

- 1. Platz Pre Qualifikation Turnier Olympische Spiele 2011

- 3. Platz European League 2013